# Luogosanto
Luogosanto (Locusantu in gallurese, Logusantu in sardo) è un comune italiano di 1 818 abitanti della provincia della Gallura Nord-Est Sardegna nella subregione storica della Gallura. È situato a 321 metri sul livello del mare, nel cuore della Gallura, ai piedi della collina di "Monti Ghjuanni". Fa parte dell'Unione dei Comuni "Alta Gallura".

## Storia
Il territorio è abitato già dall'epoca nuragica: infatti nel territorio è presente un grande complesso nuragico. In epoca medievale fece parte della curatoria di Montargia, nel Giudicato di Gallura. 
Nel X secolo fu oggetto di incursioni da parte dei saraceni e, poco dopo, venne messa a dura prova da atroci pestilenze che costarono la vita a gran parte della popolazione. Due secoli più tardi vi venne eretto un castello, dove si insediò il giudice di Gallura Comita Spanu e poi la vedova del giudice Torchitario de Zori.
La nascita del centro attuale risale al XIII secolo, ricostruito, come sostengono alcuni, dai Francescani, e a questo si dovrebbe il nome.
Alla caduta del giudicato (1296), con la morte dell'ultimo giudice Nino Visconti, divenne possedimento d'oltremare della Repubblica di Pisa. Passò poi nel regno di Sardegna con la conquista aragonese a partire dal 1324. Alla metà del XV secolo, il paese si spopolò e solo duecento anni dopo alcuni pastori iniziarono ad edificare i loro stazzi in queste terre. In questo periodo il paese fu interessato anche dalla grave piaga del banditismo e del contrabbando, trovandosi proprio nella rotta tra Tempio e Santa Teresa di Gallura, storico porto di traffici illeciti con la Corsica.
Il paese fu riscattato agli ultimi feudatari nel 1839 con l'abolizione del sistema feudale.
Nel corso dell'Ottocento il paese seguì le sorti di Tempio Pausania; poi a partire dagli inizi del XX secolo le buone terre di questo paese iniziarono a dare i loro frutti, viticoltura e pastorizia erano i settori trainanti, per una rinascita che, nel 1947, rese l'autonomia comunale a Luogosanto.

### Simboli
Lo stemma e il gonfalone del comune di Luogosanto sono stati concessi con decreto del presidente della Repubblica del 18 gennaio 1988.
Il gonfalone è un drappo partito di azzurro e di rosso.

## Monumenti e luoghi d'interesse

### Architetture religiose

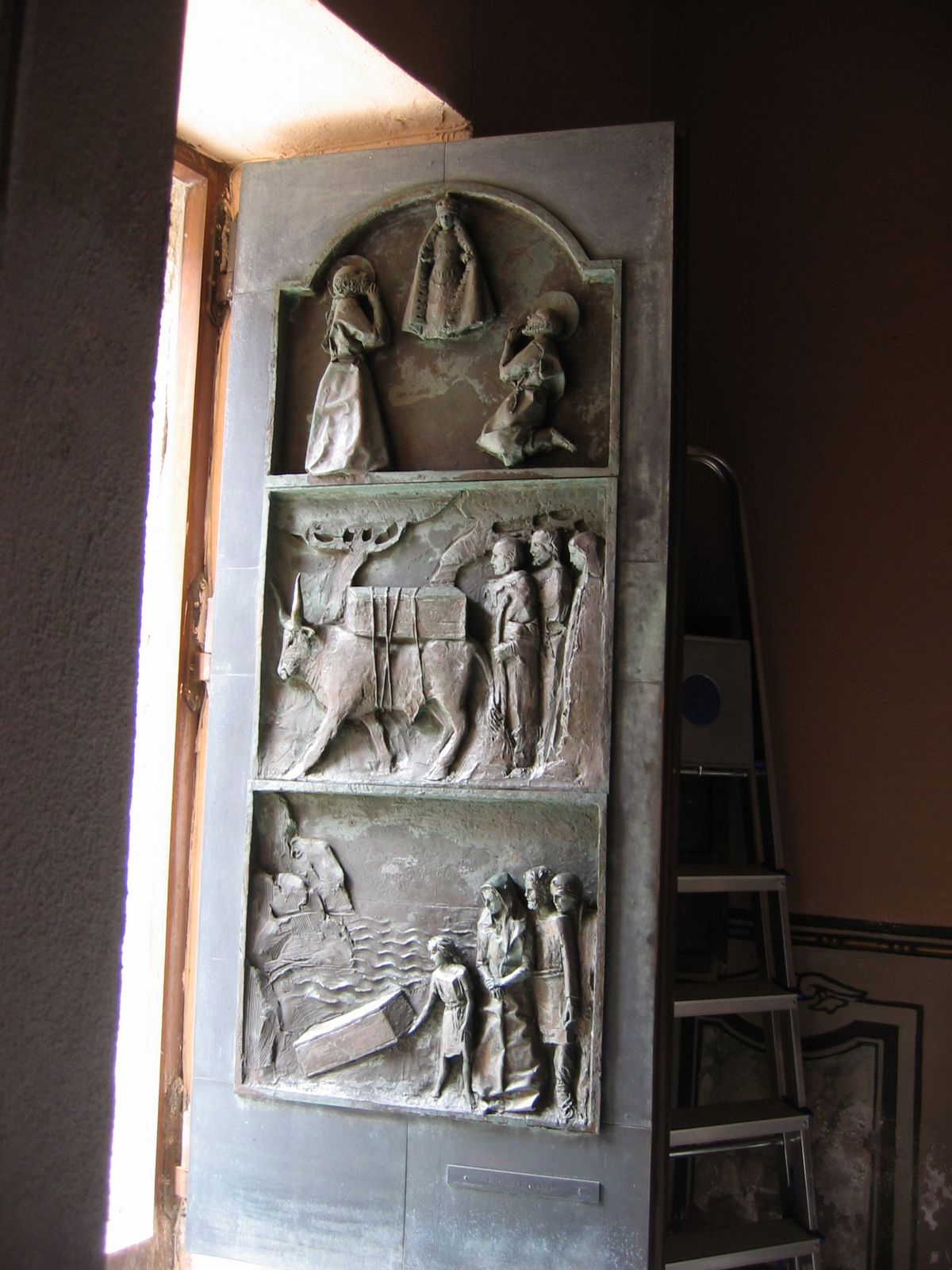
La porta Santa in bronzo della basilica di Luogosanto, opera dello scultore Luca Luchetti, aperta. I tre quadri raccontano la storia della chiesa stessa, legata al culto di Maria bambina e riferita ad una apparizione della stessa.

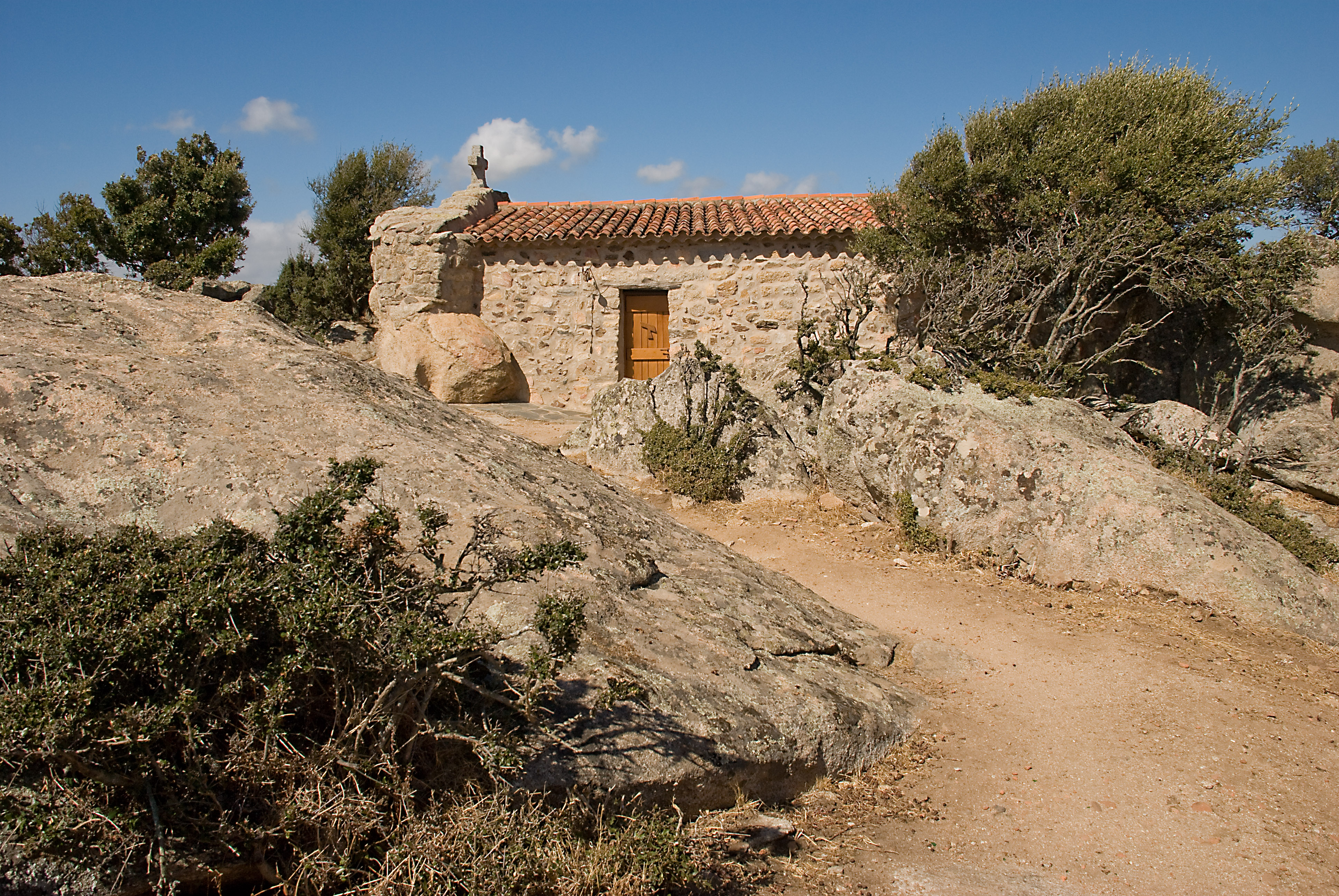
Chiesa San Trano

A Luogosanto si contano ben ventidue chiese (tra cui la chiesa di San Michele in loc. Canaili, ricadente topograficamente nel comune di Luras). Nell'eremo di San Trano furono rinvenute le reliquie dei santi anacoreti Nicola e Trano, che sarebbero vissuti nei pressi della chiesa. Il santuario si trova a sud, poco distante dal paese, sopra un rilievo granitico con vista panoramica sulle bocche di Bonifacio. Nella piccola grotta in cui vennero recuperate le ossa dei santi, custodita tra le mura della chiesa, è stato inserito un altare ricavato da un unico blocco di pietra.
La chiesa più importante del paese è la basilica di Nostra Signora di Luogosanto, edificata nel XIII secolo in forme romaniche alla quale papa Onorio III concesse il titolo di basilica minore, dopo alcuni secoli viene arricchita del privilegio della Porta santa, della quale si hanno notizie negli archivi parrocchiali a partire dal 1700.
Fino agli anni settanta veniva murata, poi venne realizzata una porta in bronzo dallo scultore Luca Luchetti, che aperta ogni sette anni per un anno intero divenendo meta di pellegrinaggio per migliaia di fedeli.
Dal 1982, il 2 giugno, si svolge tutti gli anni un pellegrinaggio notturno a piedi da Calangianus alla basilica di Nostra Signora di Luogosanto, che coinvolge centinaia di fedeli. In direzione Arzachena si trova la chiesa di Santo Stefano.

### Architetture militari
In direzione Arzachena sorge il castello di Balaiana, residenza estiva del giudice di Gallura, seppur gravemente danneggiato conserva intatti diversi ambienti. Nelle immediate vicinanze, ancora in ottime condizioni, è presente la chiesetta di San Leonardo che svolgeva la funzione di cappella.

### Architetture civili
Sulla strada per Arzachena, dopo pochi chilometri sulla sinistra, sorge invece il palazzo di Baldu, più verosimilmente abitazione di un governatore in quanto sprovvisto di fortificazioni.

## Società

### Evoluzione demografica
Abitanti censiti

### Etnie e minoranze straniere
Secondo i dati ISTAT al 31 dicembre 2010 la popolazione straniera residente era di 72 persone. Le nazionalità maggiormente rappresentate in base alla loro percentuale sul totale della popolazione residente erano:
- Romania 27 1,42%

### Lingue e dialetti
Il dialetto parlato a Luogosanto è il gallurese.

## Amministrazione
| Periodo         | Periodo         | Primo cittadino      | Partito                                   | Carica  | Note   |
| --------------- | --------------- | -------------------- | ----------------------------------------- | ------- | ------ |
| 23 aprile 1995  | 16 aprile 2000  | Rosario Fedele Azara | liste civiche di centro-sinistra          | Sindaco | [ 6 ]  |
| 16 aprile 2000  | 8 maggio 2005   | Mario Scampuddu      | lista civica                              | Sindaco | [ 7 ]  |
| 8 maggio 2005   | 30 maggio 2010  | Mario Scampuddu      | lista civica                              | Sindaco | [ 8 ]  |
| 30 maggio 2010  | 31 maggio 2015  | Antonio Scampuddu    | lista civica Luogosanto viva              | Sindaco | [ 9 ]  |
| 31 maggio 2015  | 26 ottobre 2020 | Agostino Piredda     | lista civica Tutti uniti per Luogosanto   | Sindaco | [ 10 ] |
| 26 ottobre 2020 | in carica       | Agostino Piredda     | lista civica "Tutti uniti per Luogosanto" | Sindaco | [ 11 ] |